# Rochedo de Minas (kommun)
Rochedo de Minas är en kommun i Brasilien.   Den ligger i delstaten Minas Gerais, i den sydöstra delen av landet, 800 km sydost om huvudstaden Brasília. Antalet invånare är 2 116.
Följande samhällen finns i Rochedo de Minas:
- Rochedo de Minas

Omgivningarna runt Rochedo de Minas är huvudsakligen savann. Runt Rochedo de Minas är det glesbefolkat, med 14 invånare per kvadratkilometer.